# Краснопольский, Николай Степанович
Никола́й Степа́нович Краснопо́льский (1774 — после 1813) — русский переводчик и либреттист.
Переводил с немецкого преимущественно театральные пьесы. Из них напечатаны двадцать одна: Коцебу, «Лейб-кучер», драматический анекдот (Санкт-Петербург, 1800), «Гуситы под Наумбургом в 1432 году» и др. Участвовал в создании цикла с продолжением популярной оперы-феерии «Днепровская русалка» (переделка «Дунайской нимфы» К. Ф. Генслера), которая с успехом ставилась до середины XIX века. Краснопольскому принадлежит переделка её частей 1—2, часть 3 представляет собой собственное сочинение Краснопольского, либретто части 4 принадлежало А. А. Шаховскому (музыка С. И. Давыдова, К. А. Кавоса). Действие пьесы Краснопольским перенесено в условный мир Киевской Руси с элементами сказочной фантастики и фарсовыми комедийными эпизодами. Куплеты и арии из оперы широко распространились в любительском исполнении («Мужчины на свете как мухи к нам льнут…», «Приди в чертог ко мне златой…»), отзвуки их и в целом оперы встречаются в поэзии 1810—1820-х гг. (К. Ф. Рылеев, К. Н. Батюшков, А. С. Пушкин и другие).
Остальные пьесы, сыгранные, но не напечатанные, перечислены П. Араповым («Летопись русского театра»). Помимо А. Коцебу, переводил Г. Цшокке («Железная маска»), А.-В. Ифланда («Комета»), Ф.-К. Данкельмана («Россы в Италии, или Закон о природе»), И.-Ф. Юнгера («Заемное письмо»), К.-Л. Костенобля («Несбывшийся поединок»), пьесы Р. Перена, Дж. Паломба, М. Жерневальда, Х.-Г. Шписа. Перевёл также повесть «Опасный заклад» Коцебу (Санкт-Петербург, 1800) и предположительно книгу «Картина Лондона» (Санкт-Петербург, 1807).